# Newtonov izrek
Newtonov izrèk [njútnov ~] je izrek iz ravninske geometrije in pravi, da razpolovišči diagonal in središče včrtane krožnice v štirikotniku ležijo na isti premici, pri čemer leži središče včrtane krožnice med razpoloviščema diagonal. Izrek se imenuje po Isaacu Newtonu. V kvadratu, rombu te točke sovpadajo. Premica se imenuje Newtonova ali tudi Newton-Gaussova premica. Newtonova premica obstaja, če štirikotnik ni paralelogram. Obstaja lahko tudi, če dani štirikotnik ni tangentni. Tedaj na njej prav tako ležita razpolovišči diagonal in razpolovišče pridružene diagonale v polnem štirikotniku.
Newtonov izrek je neposredna posledica Annejevega izreka. Izrek velja tudi v nekonveksnem štirikotniku.